# Slottsturné
Slottsturné är en turné med Galenskaparna och After Shave från 1987.
Sommaren 1987 gav sig Galenskaparna och After Shave ut på en turné i södra Sverige. Gruppen framträdde i slottsruiner, bland annat i Varberg och Borgholms slottsruin. Enligt dem själv blev turnén något av en "Eriksgata".
Showen innehöll gobitar ur revyerna Skruven är lös, Träsmak och Cyklar. Dessutom fanns nummer ur Kabaré Kumlin och TV-serien Macken.
Detta var Galenskaparna och After Shaves andra turné 1987. Tidigare under året gjorde man en turné i Norrland, där man framträdde i sporthallar.